# Страда Бертола-Полигоно (Торино)
Страда Бертола-Полигоно је насеље у Италији у округу Торино, региону Пијемонт.
Према процени из 2011. у насељу је живело 5 становника. Насеље се налази на надморској висини од 280 м.